# Radu Băldescu

Generalul de divizie Radu Băldescu

Radu Băldescu (n. 16 octombrie 1888, comuna Mihăileștii de Sus, județul Olt – d. 2 decembrie 1953, Jilava) a fost un politician și general român care a luptat alături de trupele naziste germane.
A absolvit Școala de Ofițeri de infanterie în 1911. A fost înaintat la gradul de colonel la 16 octombrie 1935 și la gradul de general de brigadă la 10 mai 1941.
A fost comandantul Diviziei 18 Infanterie. și apoi al Corpului 6 Armată. 
A fost fiu și frate de preot. În casa tatălui său se pare (și necesită cercetare) că au fost cantonați ofițeri de rang înalt germani în toamna anului 1916, de la care (preotul cunoștea limba germană) s-au aflat informații utile care au fost transmise spre trupele românești, aflate în retragere. A fost un dușman pe față al comuniștilor, chiar înfruntându-i și ironizându-i pe cei din armată fără nici o teamă.
Generalul de divizie Radu Băldescu a fost trecut în cadrul disponibil la 9 august 1946, în baza legii nr. 433 din 1946, și apoi, din oficiu, în poziția de general în rezervă la 9 august 1947.
Nu a fost niciodată judecat, dar a fost anchetat în 1948 și în 1950-51, când a fost degradat. A fost arestat de Securitate pe data de 9 iunie 1951. Se pare că a decedat la Jilava pe data de 2 decembrie 1953, când era anchetat de Securitate.

## Decorații
- Ordinul Mihai Viteazul cl. III - prin DR 2549/1.09.1942 (general de brigadă, comandantul Diviziei 18 Infanterie)
- Crucea de Fier cl. I - iulie 1942
- Crucea de Fier cl. II - 28 februarie 1942

## Legături externe
- General de divizie Radu Băldescu